# Muž ve stínu
Muž ve stínu (anglicky The Ghost Writer) je politický thriller z roku 2010 v britsko-francouzsko-německé koprodukci režírovaný Romanem Polańskim. Scénář napsal Polański společně se spisovatelem Robertem Harrisem jako adaptaci literátova románu Duch (v angl. originále The Ghost). Hlavní postavy ztvárnili Ewan McGregor, Pierce Brosnan, Kim Cattrall a Olivia Williamsová.
Na 23. ročníku Evropských filmových cen snímek vyhrál v kategoriích nejlepší film roku, nejlepší režisér, nejlepší herec, nejlepší skladatel a nejlepší scenárista. Získal také dva Césary.

## Děj
Mladý úspěšný ghostwriter (Ewan McGregor) souhlasí s dokončením pamětí bývalého britského premiéra Adama Langa (Pierce Brosnan). Přes počáteční váhání jej přesvědčí jeho literární agent Rick Ricardelli (Jon Bernthal) s argumentem, že se jedná o životní zakázku. Na celou práci mu nakladatelství určí limit jednoho měsíce s tučným honorářem čtvrt miliónu dolarů. Spisovatel má navázat na dílo dlouholetého premiérova poradce Mika McAryho, jenž zemřel za nejasných okolností. Jeho opuštěné BMW bylo nalezeno na trajektu a poradce s vysokou hladinou alkoholu v krvi mrtvý na přilehlé pláži ostrova, na němž vlastní Lang sídlo.
Uprostřed zimy se musí ghostwriter pro nutnost přímé konfrontace a prostudování přísně střeženého rukoupisu přestěhovat z Anglie do premiérova přímořského domu poblíž vesnice Old Haven (narážka na skutečnou vesnici Vineyard Haven) na ostrově Martha's Vineyard. V den jeho příjezdu však bývalý britský ministr zahraničí Richard Rycart (Robert Pugh) veřejně obviní Langa ze schvalování nezákonného zatčení osob podezřelých z terorismu a jejich předání CIA k mučení, čímž se mohl dopustit válečného zločinu. Expremiér tak čelí hrozbě trestního stíhání ze strany Mezinárodního trestního soudu, pokud nesetrvá ve Spojených státech či jiném státu nepodléhajícím jeho jurisdikci.
Veřejné nařčení expremiéra přiláká na ostrov novináře a řadu protestujících, kteří jsou drženi za hranicemi pozemku domu. Jeho nejbližší, manželka Ruth (Olivia Williamsová) a osobní asistentka a současně také milenka Amelia Blyová (Kim Cattrall), zůstávají v jeho blízkosti a snaží se jej podpořit. Spisovatel se z místního hotelu, který se stal útočištěm zpravodajských týmů, stěhuje do relativního klidu Langova domu, kde je mu přidělen pokoj po zemřelém McArym. V něm náhodou nalezne obálku s fotkami bývalého předsedy vlády, telefonní číslo a další stopy, které by mohly svědčit o neznámém tajemství. V době Langovy absence stráví milostnou noc s jeho manželkou Ruth, která se tak mužovi možná mstí za nevěru. Při vyjížďce na kole narazí na dům starého muže (Eli Wallach), v jehož blízkosti bylo na pláži nalezeno mrtvé – snad vyplavené tělo jeho předchůdce. Muž mu sděluje, že je nemožné, aby západní proudy tělo z trajektu zanesly až do těchto míst. V osudnou noc navíc sousedka viděla na pláži záblesky, ovšem vypovídat již nemůže. Krátce nato zakopla na schodech a po pádu upadla do bezvědomí.
Následující ráno spisovatel nasedá do BMW, kterým jezdil McAra s prvotním cílem dostat se do hotelu. Při jízdě však zjišťuje, že je nastavená GPS s neznámým cílovým místem určení. Rozhoduje se ji následovat, nasedá na trajekt a na pevnině přijíždí k cíli na lesní cestě. Vystupuje z vozu a před ním se objeví neznámé sídlo. Jedná se o dům profesora mezinárodních vztahů na Harvardu Paula Emmetta (Tom Wilkinson), který je zachycen na předtím objevených fotografiích s Langem, ještě v dobách studií v Cambridgi. Profesor tvrdí, že si na Langa jen matně pamatuje z divadelního kroužku a vlastně jej ani nezná. Ghostwriter pojímá podezření, že s ním Emmett nehraje čistou hru, něco tají a to by mohl být klíč ke smrti předchozího pisatele premiérova životopisu. Po odjezdu z domu jej sleduje auto, které se náhle vytratí. Ghostwriter se naloďuje na poslední trajekt, když v tom dělník otevírá již zavřenou bránu a do útrob lodi vjíždí auto, které jej sledovalo. Rychle se rozhoduje uprchnout z lodi na pevninu a ubytovat se v přístavním motelu.
Na pokoji při googlování objevuje informace poukazující nato, že profesor Emmett je agentem CIA. Podruhé volá na neznámé číslo napsané na jedné z nalezených fotografií. Ozývá se hlas bývalého ministra zahraničí Rycarta, který pro něj přijíždí vozem. Nyní je mu jasné, že McAry byl ministrovým informátorem. Navštěvují místní bistro a Rycart tvrdí, že mu expremiérův poradce svěřil tajemství. Klíč k pravdě o Langovi prý je zapsán na začátku rukopisu. Ten má ghostwriter s sebou v kufru. Předává jej ministrovi, který se snaží danou pravdu vyčíst ze začátku autobiografie. Nic podezřelého však nenalézá. Spisovatel mezitím přijímá telefon od Langa, jenž právě míří soukromým tryskáčem na ostrov a nabízí mu, že se pro něj zastaví. Rycart spisovateli doporučuje, ať nabídku přijme a následně se jej snaží přesvědčit ke spolupráci proti Langovi. Celé setkání si ministr nahrává na záznamové zařízení. Na palubě pak spisovatel přímočaře Langa obviňuje z toho, že se Emmettem nechal naverbovat do CIA a pro agenturu pracoval i ve funkci premiéra.
Po příletu na ostrov je na letišti expremiér zastřelen před televizními štáby a protestujícími. Atentátníkem je protiválečný aktivista, který ztratil ve válce syna, a to v době, kdy Lang úřadoval v Downing Street č. 10. Následně je střelec usmrcen policií. Ghostwriter podstoupí výslech a na čas je mu jako svědkovi odejmut cestovní pas. Navzdory expremiérově smrti má do čtrnácti dnů připravit jeho životopis k vydání.
Na londýnském křtu knihy, kam jej pozvala Langova sekretářka Amelia, jí na památku přinesl původní rukopis biografie. Během rozhovoru mu jakoby mimoděk prozradí, že rukopis měl být přísně chráněn, protože jeho „začátky“ – nikoli „začátek“, mohly ohrozit národní bezpečnost Spojených států ne až tak Velké Británie. Ghostwriterovi také odpoví na otázku, proč je Emmett přítomný na křtu. Nejedná se o nic zvláštního, dělal totiž Ruth Langové na Harvardu konzultanta. Spisovateli se spojí souvislosti, ještě na chvíli si půjčuje rukopis a odchází do postranní místnosti. Poskládá první strany rukopisu na sebe a podškrtává pouze úvodní slovo každé z nich. Zjeví se věta, ve které je ukryto tajemství: „Langova žena Ruth byla naverbována jako CIA agentka profesorem Paulem Emmettem z Harvardovy univerzity.“ Došlo mu, jak mu Langova žena říkala, že na ni manžel v rozhodnutích vždycky dal. To ona formovala jeho proamerická rozhodnutí, když souhlasil s britskou účastí na válkách vedených USA, na odvolání členů vlády s protiamerickým postojem. Spisovatel do lístečku se jménem „Ruth Langová“ napíše dané odhalení a pošle jej publikem z ruky do ruky k právě mluvící vdově. Ta po přečtení vypadá zničená. Když jej vyhledá pohledem, spisovatel s úsměvem pozvedá sklenku šampaňského k přípitku a odchází ze sálu i s rukopisem. Vychází na ulici, kolem něj projíždí taxík, který nezastavuje.
Spisovatel pokračuje v chůzi po silnici a vychází ze záběru. Blížící se auto v jeho směru zrychluje. Mimo záběr dochází k nárazu. Lidé se sbíhají k místu nehody. Někdo stav zraněného komentuje slovy, že to vypadá zle. Do ulice se snáší bělavé papíry rukopisu.

## Obsazení
- Ewan McGregor – bezejmenný ghostwriter – „muž ve stínu“[4]
- Pierce Brosnan – Adam Lang, bývalý britský premiér[4]
- Olivia Williamsová – Ruth Langová, Adamova žena[4]
- Kim Cattrall – Amelia Blyová, Adamova osobní asistentka[4]
- Timothy Hutton – Sidney Kroll, Langův americký právník
- Tom Wilkinson – Paul Emmett, profesor na Harvard Law School a podezřelý z agenství v CIA[4]
- Jon Bernthal – Rick Ricardelli, literární agent ghostwritera
- James Belushi – John Maddox, CEO nakladatelství Langových memoárů[4]
- Robert Pugh – Richard Rycart, bývalý britský ministr zahraničních věcí a velvyslanec při OSN[4]
- Tim Preece – Roy
- David Rintoul – cizinec
- Eli Wallach – stařec na ostrově Vineyard

## Podobnost s příběhem Tonyho Blaira
Tak jako v románu je charakter postavy Adama Langa zastřeným obrazem bývalého britského premiéra Tonyho Blaira. BBC uvedla, že postava „byla inspirována Tonym Blairem," a že „duch Tonyho Blaira … straší vymyšleného pana Langa s odkazem na invazi do Iráku, válku proti terorismu a příliš opatrnické přátelství ke Spojeným státům." 
Herci, kteří ztvárnili role britského ministra zahraničí Richarda Rycarta a americké ministryně zahraničí, fyzicky odpovídali předloze – skutečným osobám v těchto úřadech, Robinu Cookovi a Condoleezze Riceové. Stejně jako v thrilleru Rycart, také ministr Cook se v rámci zahraniční politiky odkloňoval od linie vedené premiérem Blairem. Postava vetchého starce žijícího na ostrově je narážkou na Kennedyho ministra obrany Roberta McNamaru. McNamara byl zadavatelem studie Pentagon Papers, jejíž únik do tisku vedl k ukončení války ve Vietnamu a rezignaci prezidenta Richarda Nixona. McNamara se později stal šéfem Světové banky. Společnost Hatherton ve filmu připomíná skutečnou korporaci Halliburton, spojenou s kontroverzemi, které se týkaly její práce pro vládu Spojených států, politické konexe a korporátní etiku. Postava ženy Adama Langa Ruth Langová má připomínat manželku btitského premiéra Cherie Blair. O této postavě se v průběhu filmu dozvídáme, že byla během vysokoškolských studií navebrována jako agentka CIA.

## Produkce
Polanski se s literátem Robertem Harrisem původně spojil, aby zfilmoval jeho knihu Pompeii (Pompeje). Záměr vzniku filmu, který měla financovat společnost Summit Entertainment, byl oznámen na Filmovém festivalu v Cannes 2007 jako potenciálně nejdražší evropský film všech dob. Kvůli hrozící stávce herců na podzim téhož roku byl však projekt zrušen.
Polanski a Harris se nerozešli a začali připravovat scénář ke spisovatelově bestselleru Duch (The Ghost). Na počátku roku 2008 oznámil režisér zahájení natáčení. Do hlavních postav byli obsazeni Nicolas Cage, Pierce Brosnan, Tilda Swintonová a Kim Cattrall. Následně došlo k ročnímu odkladu natáčení a dvě z hlavních postav byly přeobsazeny. Roli Cage získal Ewan McGregor a charakter Swintonové pak Olivia Williamsová.
Filmová produkce byla zahájena v únoru 2009 v postupimských Babelsberg Studios. Německo posloužilo filmařům k natočení většiny snímku. Pokud se chtěl Polański vyhnout zatčení, nemohl legálně odcestovat do Spojených států ani do Londýna. Většina exteriérů odehrávajících se na Martha's Vineyard tak byla nasnímána na ostrově Sylt v Severním moři. Trajekt patřil společnosti MS SyltExpress. Exteriéry domu byly vytvořeny na ostrově Uznojem v Baltském moři. Budova nakladatelství se ve skutečnosti nacházela v centru Berlína a za lokální ostrovní letiště Vineyard posloužilo Strausberg Airport nedaleko německého hlavního města. Několik záběrů exteriérů pro automobilovou jízdu ghostwritera bylo nafilmováno druhou jednotkou v lokacích Massachusetts, bez účasti Polańského a herců.
V září 2009, kdy se Polański chystal zúčastnit Curyšského filmového festivalu, byl švýcarskou policií zajat a uvězněn pro sexuální zneužití. Postprodukce tak byla nakrátko zastavena, aby ji poté režisér dokončil nadálku z domácího vězení ve Švýcarsku. V důsledku zatčení se také nezúčastnil světové premiéry filmu na Berlinale, která proběhla 12. února 2010. Summit Entertainment pak vydala 3. srpna 2010 domácí verzi na jediném disku DVD/Blu-ray combo.

## Nominace a ceny

### Filmové festivaly
| 60. ročník Berlínského mezinárodního filmového festivalu | 60. ročník Berlínského mezinárodního filmového festivalu | 60. ročník Berlínského mezinárodního filmového festivalu |
| Výsledek                                                 | Cena                                                     | Umělec                                                   |
| -------------------------------------------------------- | -------------------------------------------------------- | -------------------------------------------------------- |
| Nominace                                                 | Zlatý medvěd                                             | Roman Polanski                                           |
| Vítězství                                                | Stříbrný medvěd – nejlepší režie                         | Roman Polanski                                           |

| 23. ročník Evropských filmových cen | 23. ročník Evropských filmových cen | 23. ročník Evropských filmových cen |
| Výsledek                            | Cena                                | Umělec/dílo                         |
| ----------------------------------- | ----------------------------------- | ----------------------------------- |
| Vítězství                           | nejlepší režisér                    | Roman Polanski                      |
| Vítězství                           | nejlepší film                       | Muž ve stínu                        |
| Vítězství                           | nejlepší herec                      | Ewan McGregor                       |
| Vítězství                           | nejlepší scenárista                 | Robert Harris a Roman Polanski      |
| Vítězství                           | nejlepší skladatel                  | Alexandre Desplat                   |
| Nominace                            | nejlepší střih                      | Hervé de Luze                       |
| Nominace                            | cena diváků za nejlepší film        | Muž ve stínu                        |

### Výroční ceny
| Český lev 2010 | Český lev 2010           | Český lev 2010 |
| Výsledek       | Cena                     | Film           |
| -------------- | ------------------------ | -------------- |
| Nominace       | nejlepší zahraniční film | Muž ve stínu   |

| World Soundtrack Awards 2010 | World Soundtrack Awards 2010 | World Soundtrack Awards 2010 | World Soundtrack Awards 2010                                  |
| Výsledek                     | Cena                         | Umělec                       | Společné ocenění s                                            |
| ---------------------------- | ---------------------------- | ---------------------------- | ------------------------------------------------------------- |
| Vítězství                    | Soundtrack roku              | Alexandre Desplat            | Fantastický pan Lišák Julie a Julia Twilight sága: Nový měsíc |

| Satellite Awards 2010 | Satellite Awards 2010           | Satellite Awards 2010        |
| Výsledek              | Cena                            | Umělec                       |
| --------------------- | ------------------------------- | ---------------------------- |
| Nominace              | nejlepší film, drama            | Muž ve stínu                 |
| Nominace              | nejlepší herec ve vedlejší roli | Pierce Brosnan               |
| Nominace              | nejlepší režisér                | Roman Polanski               |
| Nominace              | nejlepší adaptovaný scénář      | Roman Polanski Robert Harris |

| USC Scripter Awards 2010 | USC Scripter Awards 2010 | USC Scripter Awards 2010     |
| Výsledek                 | Cena                     | Umělec                       |
| ------------------------ | ------------------------ | ---------------------------- |
| Nominace                 | scénář                   | Roman Polanski Robert Harris |

| 66. ročník Césarů | 66. ročník Césarů        | 66. ročník Césarů                                      |
| Výsledek          | Cena                     | Umělec/dílo                                            |
| ----------------- | ------------------------ | ------------------------------------------------------ |
| Nominace          | nejlepší film            | Muž ve stínu                                           |
| Vítězství         | nejlepší režie           | Roman Polanski                                         |
| Vítězství         | nejlepší adaptované dílo | Robert Harris Roman Polanski                           |
| Nominace          | nejlepší kamera          | Paweł Edelman                                          |
| Vítězství         | nejlepší střih           | Hervé de Luze                                          |
| Nominace          | nejlepší zvuk            | Jean-Marie Blondel Thomas Desjonquieres Dean Humphreys |
| Vítězství         | nejlepší filmová hudba   | Alexandre Desplat                                      |
| Nominace          | nejlepší návrh produkce  | Albrecht Konrad                                        |

| 8. ročník International Cinephile Society Awards | 8. ročník International Cinephile Society Awards | 8. ročník International Cinephile Society Awards |
| Výsledek                                         | Cena                                             | Umělec                                           |
| ------------------------------------------------ | ------------------------------------------------ | ------------------------------------------------ |
| Vítězství                                        | nejlepší herečka ve vedlejší roli                | Olivia Williamsová                               |
| Nominace                                         | nejlepší adaptovaný scénář                       | Robert Harris Roman Polanski                     |
| Nominace                                         | nejlepší návrh produkce                          | Albrecht Konrad                                  |
| Finalista                                        | nejlepší původní hudba                           | Alexandre Desplat                                |

| Evening Standard British Film Awards | Evening Standard British Film Awards | Evening Standard British Film Awards |
| Výsledek                             | Cena                                 | Umělec                               |
| ------------------------------------ | ------------------------------------ | ------------------------------------ |
| Nominace                             | nejlepší herec                       | Ewan McGregor                        |
| Nominace                             | nejlepší herečka                     | Olivia Williamsová                   |
| Nominace                             | nejlepší scénář                      | Robert Harris                        |

### Ceny kritiků
| 82. ročník National Board of Review Awards | 82. ročník National Board of Review Awards | 82. ročník National Board of Review Awards |
| Výsledek                                   | Cena                                       | Dílo                                       |
| ------------------------------------------ | ------------------------------------------ | ------------------------------------------ |
| Vítězství                                  | Top Ten nezávislých filmů                  | Muž ve stínu                               |

| 45. ročník Cen Národní společnosti filmových kritiků | 45. ročník Cen Národní společnosti filmových kritiků | 45. ročník Cen Národní společnosti filmových kritiků |
| Výsledek                                             | Cena                                                 | Umělec                                               |
| ---------------------------------------------------- | ---------------------------------------------------- | ---------------------------------------------------- |
| Finalista                                            | nejlepší režisér                                     | Roman Polanski                                       |
| Vítězství                                            | nejlepší herečka ve vedlejší roli                    | Olivia Williamsová                                   |
| Finalisté                                            | nejlepší scénář                                      | Roman Polanski Robert Harris                         |

| 11. ročník Cen Spolku filmových kritiků ve Phoenix | 11. ročník Cen Spolku filmových kritiků ve Phoenix | 11. ročník Cen Spolku filmových kritiků ve Phoenix |
| Výsledek                                           | Cena                                               | Umělec                                             |
| -------------------------------------------------- | -------------------------------------------------- | -------------------------------------------------- |
| Nominace                                           | nejlepší původní hudba                             | Alexandre Desplat                                  |

| 31. ročník Cen Kroužku filmových kritiků v Londýně | 31. ročník Cen Kroužku filmových kritiků v Londýně | 31. ročník Cen Kroužku filmových kritiků v Londýně |
| Výsledek                                           | Cena                                               | Umělec                                             |
| -------------------------------------------------- | -------------------------------------------------- | -------------------------------------------------- |
| Nominace                                           | nejlepší britský herec ve vedlejší roli            | Pierce Brosnan                                     |
| Vítězství                                          | nejlepší britská herečka ve vedlejší roli          | Olivia Williamsová                                 |

| 36. ročník Cen Společnosti filmových kritiků v Los Angeles | 36. ročník Cen Společnosti filmových kritiků v Los Angeles | 36. ročník Cen Společnosti filmových kritiků v Los Angeles | 36. ročník Cen Společnosti filmových kritiků v Los Angeles |
| Výsledek                                                   | Cena                                                       | Umělec                                                     | Poznámka                                                   |
| ---------------------------------------------------------- | ---------------------------------------------------------- | ---------------------------------------------------------- | ---------------------------------------------------------- |
| Finalistka                                                 | nejlepší herečka ve vedlejší roli                          | Olivia Williamsová                                         |                                                            |
| Vítězství                                                  | nejlepší původní hudba                                     | Alexandre Desplat                                          | společně se Sociální sítí                                  |

| Mezinárodní společnost kritiků FIPRESCI | Mezinárodní společnost kritiků FIPRESCI |              |
| Výsledek                                | Cena                                    | Dílo         |
| --------------------------------------- | --------------------------------------- | ------------ |
| Vítězství                               | nejlepší film roku                      | Muž ve stínu |

| Společnost filmových kritiků ve středním Ohiu | Společnost filmových kritiků ve středním Ohiu | Společnost filmových kritiků ve středním Ohiu |
| Výsledek                                      | Cena                                          | Dílo                                          |
| --------------------------------------------- | --------------------------------------------- | --------------------------------------------- |
| Nominace                                      | nejlepší film                                 | Muž ve stínu                                  |

| Black Film Critics Circle 2010 Inaugural Awards | Black Film Critics Circle 2010 Inaugural Awards | Black Film Critics Circle 2010 Inaugural Awards | Black Film Critics Circle 2010 Inaugural Awards | Black Film Critics Circle 2010 Inaugural Awards |
| Výsledek                                        | Cena                                            | Dílo                                            | Poznámka                                        |                                                 |
| ----------------------------------------------- | ----------------------------------------------- | ----------------------------------------------- | ----------------------------------------------- | ----------------------------------------------- |
| Vítězství                                       | BFCC Top Ten                                    | Muž ve stínu                                    | 10. místo                                       |                                                 |

| 2010 Vits Awards | 2010 Vits Awards | 2010 Vits Awards |
| Výsledek         | Cena             | Umělec           |
| ---------------- | ---------------- | ---------------- |
| Vítězství        | nejhorší výkon   | Kim Cattrall     |
| Nominace         | nejlepší kamera  | Pawel Edelman    |

| 7. ročník Kroužku filmových kritiček | 7. ročník Kroužku filmových kritiček | 7. ročník Kroužku filmových kritiček |
| Výsledek                             | Cena                                 | Dílo                                 |
| ------------------------------------ | ------------------------------------ | ------------------------------------ |
| WFCC                                 | Top Ten v Síni hanby                 | Muž ve stínu                         |